# Darja Kustovová
Darja Kustovová (rusky Дарья Кустова, bělorusky Дар’я Кустава; narozená 29. května 1986) je běloruská profesionální tenistka. Během své dosavadní kariéry vyhrála jeden turnaj WTA ve čtyřhře.

## Finálové účasti na turnajích WTA (2)

### Čtyřhra - výhry (1)
| Legenda                     |
| Kategorie Tier IV (1)       |
| Kategorie Premier (0)       |
| Kategorie International (0) |

| Č. | Datum             | Turnaj          | Povrch | Partnerka         | Soupeřky ve finále            | Výsledek |
| 1. | 22. červenec 2007 | Palermo, Itálie | antuka | Maria Korytcevová | Karin Knappová Alice Canepová | 6-4, 6-1 |

### Čtyřhra - prohry (1)
| Legenda                     |
| Kategorie International (1) |

| Č. | Datum             | Turnaj          | Povrch | Partnerka         | Vítězky                                             | Výsledek |
| 1. | 19. červenec 2009 | Palermo, Itálie | antuka | Maria Korytcevová | Nuria Llagosteraová Vivesová María J. M. Sánchezová | 6-1, 6-2 |

## Fed Cup
Daria Kustovová se zúčastnila 7 zápasů ve Fed Cupu za tým Běloruska s bilancí 2-2 ve dvouhře a 4-0 ve čtyřhře.

## Postavení na žebříčku WTA na konci sezóny

### Dvouhra
| Rok    | 2000  | 2001   | 2002   | 2003   | 2004   | 2005   | 2006   | 2007   | 2008   | 2009   |
| Pořadí | 1008. | ▲ 714. | ▲ 388. | ▼ 558. | ▲ 548. | ▲ 506. | ▲ 357. | ▲ 189. | ▼ 420. | ▲ 121. |

### Čtyřhra
| Rok    | 2001 | 2002   | 2003   | 2004   | 2005   | 2006   | 2007  | 2008   | 2009  |
| Pořadí | 634. | ▲ 229. | ▲ 143. | ▼ 186. | ▲ 163. | ▼ 170. | ▲ 83. | ▼ 104. | ▲ 71. |